# Sol Lucet Omnibus
Sol Lucet Omnibus es el primer larga duración del grupo Massacre, que a priori había lanzado el EP Massacre Palestina. La grabación se realizó en Estudios Aguilar, entre junio y julio de 1992. El nombre del disco significa "El sol brilla para todos" en latín.
La segunda edición de este disco contiene una pista adicional, que es el tema "3 walls" grabado en vivo, en junio de 1993, en Estadio Obras Sanitarias, cuando fueron grupo soporte de The Ramones.

## Lista de canciones
1. Cae el muro (3:38)
2. Tell me why (3:24)
3. Ella quiso (3:41)
4. 3 walls (2:21)
5. Nuevo día (3:58)
6. From your lips (3:54)
7. Armas (3:51)
8. Mirando al Pacífico (2:50)
9. Violence (4:28)
10. Madamme - X (4:24)
11. Try to hyde (5:49)
12. Papel floreado (3:42)

## Créditos
- Guillermo Wallas Cidade - voz
- Francisco Paco Ruiz Ferreyra - batería
- José Topo Armetta - bajo
- Pablo Mondello (Pablo M.) - guitarra

## Producción
- Productor: Alejandro Taranto
- Mezcla y grabación: Martín Menzel y Massacre
- Asistente de producción: Andrea Tirra
- Asistente técnico: El Duende González
- Fotografía: El Topo
- Arte de tapa: El Topo, Willy y Marina to pota madre

- Bonus Track: la edición limitada que contiene "3 walls" (en vivo)
- Grabación y mezcla: Fabián Giordano
- Remasterizado: Javier Cosentino y Alejandro Taranto en Estudios Circo.

- Datos: Q6131325